# Pablo L. Sidar Airport
Pablo L. Sidar Airport är en flygplats i Mexiko.   Den ligger i kommunen Apatzingán och delstaten Michoacán de Ocampo, i den södra delen av landet, 300 km väster om huvudstaden Mexico City. Pablo L. Sidar Airport ligger 280 meter över havet.
Terrängen runt Pablo L. Sidar Airport är varierad. Runt Pablo L. Sidar Airport är det ganska tätbefolkat, med 72 invånare per kvadratkilometer. Närmaste större samhälle är Apatzingán, 4,1 km öster om Pablo L. Sidar Airport. Omgivningarna runt Pablo L. Sidar Airport är en mosaik av jordbruksmark och naturlig växtlighet.